# Flatida floccosa
Flatida floccosa är en insektsart som först beskrevs av Gutrin-mtneville 1829.  Flatida floccosa ingår i släktet Flatida och familjen Flatidae. Inga underarter finns listade i Catalogue of Life.